# Murawa psammofilna z kocankami i jasieńcem
Murawa psammofilna z kocankami i jasieńcem (Helichryso-Jasionetum litoralis, Helichryso-Jasionetum) – syntakson w randze zespołu budowany przez zielne psammofity na wydmach szarych. Należy do klasy Koelerio glaucae-Corynephoretea canescentis.

## Charakterystyka
Murawa o różnym stopniu zwartości pokrywająca najczęściej zawietrzne zbocza wydm szarych na przedpolu wydmowych wrzosowisk i borów sosnowych. Budowane głównie przez szczotlichę siwą. Poza tym znaczny udział ma turzyca piaskowa i występują kocanki piaskowe, jasieniec piaskowy w odmianie nadmorskiej, lnica wonna, bylica polna w odmianie nadmorskiej, jastrzębiec baldaszkowy w odmianie wydmowej, piaskownica zwyczajna (pozostałość roślinności wydmy białej) i porosty (np. chrobotek). Budujące ją psammofity znoszą zasypywanie, wywiewanie i inne procesy eoliczne, jednak ich obecność stabilizuje wydmę, skutecznie ją unieruchamiając i umożliwiając procesy glebotwórcze.
Zbiorowisko w sukcesji ekologicznej zastępuje zbiorowiska wydmy białej Elymo-Ammophiletum arenariae, a samo w stabilnych warunkach utrzymuje się długo, stopniowo zarastając wrzosowiskami Carici arenariae-Empetretum nigri i Empetrum nigrum-Vaccinium vitis-idaea, a ostatecznie borem bażynowym. W przypadku silnego zawiewania może z powrotem przekształcić się w Elymo-Ammophiletum arenariae.
Występowanie
W Polsce na wybrzeżu Bałtyku.
Charakterystyczna kombinacja gatunków
ChAss. : bylica polna nadmorska (Artemisia campestris ssp. sericea), jastrzębiec baldaszkowaty odmiana wydmowa (Hieracium umbellatum var. dunense) (optimum), jasieniec piaskowy odmiana nadmorska (Jasione montana var. litoralis), fiołek trójbarwny odmiana nadmorska (Viola tricolor ssp. curtisii).
ChAll. : przelot pospolity nadmorski (Anthyllis vulneraria ssp. maritima), bylica polna odmiana nadmorska (Artemisia campestris ssp. sericea), turzyca piaskowa (Carex arenaria) (optimum), kostrzewa kosmata (Festuca villosa), przytulia właściwa forma nadmorska (Galium verum f. litorale), jastrzębiec baldaszkowaty odmiana wydmowa (Hieracium umbellatum var. linariifolium), jasieniec piaskowy odmiana nadbrzeżna (Jasione montana var. litoralis), groszek łąkowy (Lathyrus pratensis var. velutinus), komonica zwyczajna (Lotus corniculatus var. crassifolius), driakiew gołębia (Scabiosa columbaria s. str. f.), Tortula ruraliformis, koniczyna łąkowa nadmorska (Trifolium pratense ssp. maritimum), fiołek trójbarwny odmiana nadmorska (Viola tricolor ssp. curtisii).
DAss. : kruszczyk rdzawoczerwony (Epipactis atrorubens), mikołajek nadmorski (Eryngium maritimum), lnica wonna (Linaria loeselii).

## Zagrożenia i ochrona
Zespół na potrzeby inwentaryzacji obszarów Natura 2000 oznaczony jako typ siedliska przyrodniczego nr 2130 (nadmorskie wydmy szare z murawą psammofilną Helichryso-Jasionetum litoralis z kocankami i jasieńcem).